# Patricia Portocarrero
Patricia del Pilar Portocarrero y Talavera (Lima, 29 de mayo de 1973) es una actriz, cantante, profesora de teatro y comediante peruana, más conocida por su faceta de clown.

## Carrera
Portocarrero se inició en el Grupo de Danza Contemporánea y en el Teatro Komilfo, bajo la dirección de Jaime Lema. Ingresó a la Asociación Cultural Patacláun, participando en el espectáculo El round del claun y en la serie de televisión Patacomix, dirigidos por July Naters. Portocarrero cursó talleres de Improvisación teatral con Francois Valleys en Lima, y en Buenos Aires con miembros de «Sucesos Argentinos». Durante dos años se desempeñó como docente de impro en la Escuela de Cláun e Improvisación: Patacláun, además de participar en los campeonatos organizados por Patacláun y Ketó Impro entre el 2004 y el 2006. También fue dirigida por algún tiempo por el director escénico Raúl Loayza-Espichán. 
En 2006, empezó a protagonizar el montaje teatral La santa comedia. También representó al Perú en la selección de improvisación teateal que viajó a los mundiales de Puerto Rico (2006), España (2007) y Chile (2008).
Durante los años 2006 y 2010, Portocarrero protagoniza el sitcom peruano El santo convento en el personaje de Sor Rita junto a las actrices Saskia Bernaola y Katia Palma. En 2011, participó con el mismo en La santa sazón por Panamericana Televisión.
En mayo del 2012, actuó en el musical Hairspray, bajo la dirección de Juan Carlos Fisher.
En el 2015, tuvo una participación en la película Asu mare 2, dirigida por Ricardo Maldonado. La película se convirtió en la más taquillera de la historia del cine peruano, con más de 3 millones de espectadores. En ese mismo año se estrenó la serie Ven, baila, quinceañera, en donde participó como María Elena Moscoso, durante las 3 temporadas de la serie.
Tras el final de la trama, se estrenó un spin-off de la serie llamado Los Vílchez, donde ella participa en el rol protagónico junto a Mayra Goñi, Ana Cecilia Natteri y Katerina D'Onofrio. Además protagoniza la película Soltera, casada, viuda, divorciada en el papel de Daniela el año 2023.
Desde 2025, produce su pódcast de entretenimiento semanal Hermanas junto con Saskia Bernaola y Katia Palma.

## Filmografía
| Cine                               | Cine                                        | Cine                                                                  | Cine                                                  | Cine   |
| Año                                | Título                                      | Personaje                                                             | Notas                                                 | Ref.   |
| ---------------------------------- | ------------------------------------------- | --------------------------------------------------------------------- | ----------------------------------------------------- | ------ |
| 2014                               | A los 40                                    | Ana Montalvo / «Anita»                                                | Rol protagónico                                       |        |
| 2014                               | A todo o nada                               | Locutora en off                                                       | Rol secundario                                        |        |
| 2015                               | ¡Asu mare! 2                                | Florencia (Empleada de los Rizo-Patrón)                               | Rol protagónico                                       |        |
| 2016                               | El candidato                                | Aurora                                                                |                                                       |        |
| 2016                               | Patacláun: El documental                    |                                                                       |                                                       |        |
| 2017                               | El gran León                                | Corina                                                                | Rol principal                                         |        |
| 2018                               | Locos de amor 3                             |                                                                       | Rol protagónico                                       |        |
| 2018                               | El abuelo                                   | María Helena                                                          |                                                       |        |
| 2018                               | ¡Asu mare! 3                                | Florencia (Empleada de los Rizo-Patrón)                               | Rol secundario                                        |        |
| 2019                               | Intercambiadas                              | Guadalupe                                                             | Rol protagónico                                       |        |
| 2019                               | Intercambiadas                              | Paola                                                                 | Rol secundario                                        |        |
| 2019                               | Recontraloca                                | Carola                                                                | Rol principal                                         |        |
| 2022                               | ¿Nos casamos? Sí, mi amor                   | Regina                                                                | Rol principal                                         |        |
| 2022                               | Sugar en aprietos                           | Gertrudis                                                             | Rol principal                                         |        |
| 2023                               | Soltera, casada, viuda, divorciada          | Daniela                                                               | Rol protagónico                                       |        |
| 2023                               | Un matrimonio inesperado                    | Pamela                                                                | Rol principal                                         |        |
| Televisión                         |                                             |                                                                       |                                                       |        |
| Año                                | Título                                      | Rol                                                                   | Notas                                                 | Ref.   |
| 2002–2007                          | Mad Science                                 | Ella misma                                                            | Presentadora                                          |        |
| 2003                               | Patacomix                                   | «Patish»                                                              | Rol principal                                         |        |
| 2007–2009                          | El santo convento                           | Sor Rita                                                              | Rol protagónico                                       |        |
| 2008                               | Bailando por un sueño                       | Sor Rita (Ella misma)                                                 | Invitada especial (Secuencia: El desafío)             |        |
| 2009                               | El show de los sueños: Sangre de mi sangre  | Sor Rita (Ella misma)                                                 | Invitada especial                                     |        |
| 2009                               | El show de los sueños: Reyes del show       | Sor Rita (Ella misma)                                                 | Invitada especial (Secuencia: El desafío)             |        |
| 2010                               | El santo convento se muda a un departamento | Sor Ritai                                                             | Spin-off                                              |        |
| 2010                               | El santo convento se muda a un departamento | Sor Ritai                                                             | Rol protagónico                                       |        |
| 2010                               | El santo convento se muda a un departamento | Linda                                                                 | Rol secundario                                        |        |
| 2010                               | El santo convento se muda a un departamento | Socorro del Perpetuo Auxilio Jubilé                                   | Rol secundario                                        |        |
| 2010                               | El gran show                                | Ella misma                                                            | Temporada 1 Jueza invitada (Jurado VIP)               |        |
| 2010                               | El gran show                                | Ella misma                                                            | Temporada 2 Invitada Especial (Secuencia: El desafío) |        |
| 2011                               | La santa sazón                              | Sor Rita                                                              | Spin-off                                              |        |
| 2011                               | La santa sazón                              | Sor Rita                                                              | Rol protagónico                                       |        |
| 2011                               | La santa sazón                              | Socorro Ito                                                           | Rol secundario                                        |        |
| 2011                               | La santa sazón                              | Tristiana                                                             | Rol sdcundario                                        |        |
| 2011                               | La santa sazón                              | Linda                                                                 | Rol secundario                                        |        |
| 2011                               | El gran show                                | Ella misma                                                            | Invitada especial (Secuencia: El desafío)             |        |
| 2011                               | Habacilar: Amigos y rivales                 | Ella misma                                                            | Concursante                                           |        |
| 2012                               | Solamente milagros                          | Abogada                                                               | Rol principal (1 episodio)                            |        |
| 2012                               | Entre tú y yo                               | Ella misma                                                            | Copresentadora                                        |        |
| 2015–2016                          | Ven, baila, quinceañera                     | María Elena Moscoso Sánchez Vda. de Vilchez                           | Rol principal                                         |        |
| 2016                               | Sueña quinceañera                           | María Elena Moscoso Sánchez                                           | Jurado                                                |        |
| 2016–2017                          | VBQ: Todo por la fama                       | María Elena Moscoso Sánchez Vda. de Vílchez                           | Rol principal                                         |        |
| 2017                               | Natalia                                     | Myriam Mendoza Flores                                                 | Rol principal                                         |        |
| 2017–2018 (estrenado oficialmente) | Te volveré a encontrar                      | Estrella Villanueva Acosta                                            | Rol principal                                         |        |
| 2020                               | Te volveré a encontrar                      | Estrella Villanueva Acosta                                            | Rol principal                                         |        |
| 2018                               | VBQ: Empezando a Vivir                      | María Elena Moscoso Sánchez Vda. de Vílchez                           | Rol principal                                         |        |
| 2018                               | Ángeles de amor                             | Sor Paula                                                             | Rol principal                                         |        |
| 2019                               | Los Vílchez                                 | María Elena Moscoso Sánchez Vda. de Vílchez / de Gatti                | Spin-off                                              |        |
| 2019                               | Los Vílchez                                 | María Elena Moscoso Sánchez Vda. de Vílchez / de Gatti                | Rol protagónico                                       |        |
| 2020                               | Los Vílchez 2                               | María Elena Moscoso Sánchez de Gatti Vda. de Vílchez                  | Rol protagónico                                       |        |
| 2020                               | Función: Oficina en casa                    | Amparo                                                                |                                                       |        |
| 2020–2021                          | Princesas                                   | Maldina Perpetua Espinoza Troncoso Vda. de Machuca / Vda. de Coronado | Rol antagónico protagónico                            |        |
| 2020                               | Mi mamá cocina mejor que la tuya            | Ella misma                                                            | Invitada especial                                     |        |
| 2021                               | En boca de todos                            | Ella misma                                                            | Invitada especial                                     |        |
| 2022                               | El reventonazo de la chola                  | Sor Rita (Ella misma)                                                 | Invitada especial                                     |        |
| 2023                               | El gran chef famosos                        | Ella misma                                                            | 3° eliminada                                          |        |
| 2024                               | Súper Ada                                   | Rosa «Rosita» Burgas Agüero                                           | Rol recurrente                                        |        |
| 2025                               | Brujas                                      | Maldina Espinoza Troncoso                                             | Protagonista                                          |        |
| Teatro                             |                                             |                                                                       |                                                       |        |
| Año                                | Título                                      | Personaje                                                             | Notas                                                 | Ref.   |
|                                    | El round del claún                          |                                                                       |                                                       |        |
|                                    | Patapoint                                   | Sor Rita                                                              | Rol protagónico                                       |        |
| 2006–2010                          | La santa comedia                            | Sor Rita                                                              | Rol protagónico                                       |        |
| 2007                               | La rebelión de los chanchos                 | La gallina Cloata                                                     |                                                       |        |
| 2012                               | Clímax                                      | Intérprete                                                            | Espectáculo de impro (1 función)                      |        |
| 2012                               | Hairspray                                   | Prudy Pingleton                                                       | Teatro Peruano Japonés                                |        |
| 2012                               | Hairspray                                   | Profesora de gimnasia                                                 | Teatro Peruano Japonés                                |        |
| 2012                               | Hairspray                                   | Carcelera                                                             | Teatro Peruano Japonés                                |        |
| 2012                               | Velorio                                     | Intérprete                                                            | Espectáculo de impro (1 función)                      |        |
| 2012–presente                      | Las banda-las                               | Intérprete                                                            | Show                                                  | [ 10 ] |
| 2013                               | La chica de la torre de marfil              | La bruja                                                              |                                                       |        |
| 2016                               | Patacláun: El reencuentro                   |                                                                       | Espectáculo                                           |        |
| 2022                               | Las monjas                                  | Sor Rita                                                              | Rol protagónico                                       |        |
| Web                                |                                             |                                                                       |                                                       |        |
| Año                                | Título                                      | Personaje                                                             | Notas                                                 | Ref.   |
| 2021                               | Es lo que hay                               | Varios roles                                                          | Roles protagónicos                                    |        |

### Agrupaciones teatrales
- Grupo de danza contemporánea
- Grupo de Teatro Komilfo
- Patacláun

## Discografía

### Temas musicales
- Hombres Cartera (2019) (Tema para Los Vílchez)

## Eventos
- Primer campeonato de Patacláun y Ketó Impro (2004)
- Segundo campeonato de Patacláun y Keto Impro (2006)
- Mundial de Inpro Puerto Rico 2006 (2006)
- Mundial de Inpro España 2007 (2007)
- Mundial de Inpro Chile 2008 (2008)

## Premios y nominaciones
| Año  | Premio                       | Categoría                       | Trabajo               | Resultado | Ref.   |
| ---- | ---------------------------- | ------------------------------- | --------------------- | --------- | ------ |
| 2010 | Premios Luces de El Comercio | Mejor actriz de TV              | El santo convento     | Nominada  |        |
| 2017 | Premios Luces de El Comercio | Mejor actriz de TV              | VBQ: Todo por la fama | Ganadora  | [ 11 ] |
| 2018 | Premios Luces de El Comercio | Mejor actriz secundaria de cine | El gran León          | Nominada  |        |